# 奥托·奥尔森
奥托·奥尔森（挪威語：Otto Olsen，1884年12月13日—1953年7月12日），挪威男子射击运动员。他曾代表挪威参加1920年和1924年夏季奥林匹克运动会射击比赛，共获得四枚金牌、三枚银牌和一枚铜牌。